# みよっさん
みよっさん（本名:三好 勝之（みよし かつゆき）、1989年12月31日-、）は、大阪府岸和田市出身のお笑いタレント。松竹芸能所属。

## 人物
- 美川憲一のモノマネが得意。
- セールスポイントは、年齢にそぐわない落ち着き。

## 出演

### バラエティ
- ABCお笑い新人グランプリ（朝日放送、2010年1月11日）- 『あいはらコレクション』のコーナー

### ドラマ
- ウェルかめ（2009年、NHK総合） - バイトの山田役

### ラジオ
- 森脇健児のサタデーミーティング（2010年10月-、KBS京都）